# Pentoffia asymmetrica
Pentoffia asymmetrica är en insektsart som beskrevs av Dietrich 2004. Pentoffia asymmetrica ingår i släktet Pentoffia och familjen dvärgstritar. Inga underarter finns listade i Catalogue of Life.